# Prosodie

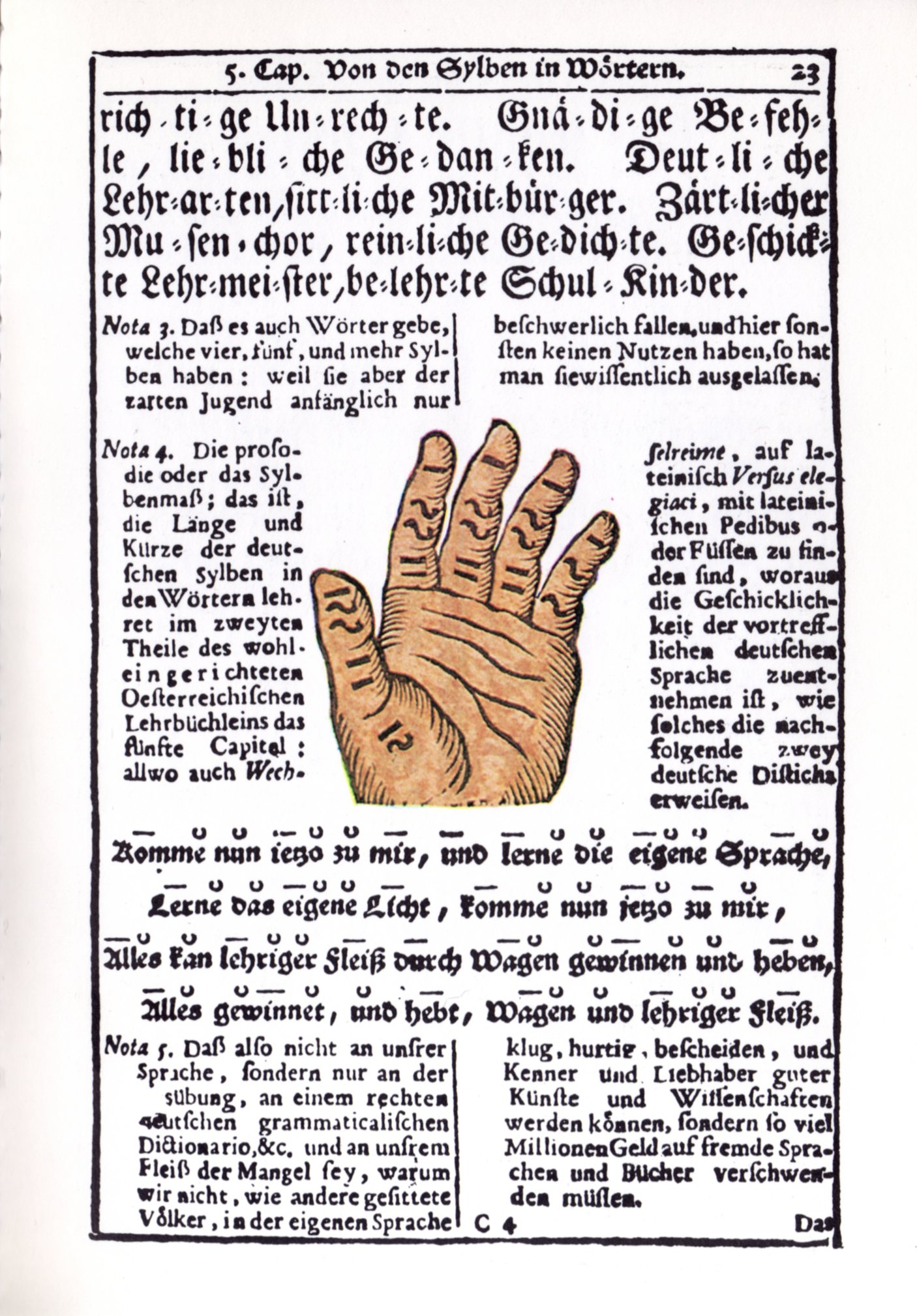
ABC oder Namenbüchlein von 1741: zur Prosodie

Prosodie ist die Gesamtheit derjenigen lautlichen Eigenschaften der Sprache (und des Sprechens), die nicht an den Laut bzw. ans Phonem als minimales Segment, sondern an umfassendere lautliche Einheiten gebunden sind. Dazu zählen folgende Eigenschaften:
1. Wort- und Satzakzent
2. der auf Wortsilben ruhende lexikalische Ton in Tonsprachen
3. Intonation (von Einheiten von mehr als Silbenumfang) und Satzmelodie
4. Quantität aller lautlichen Einheiten, vor allem derjenigen von mehr als Segmentumfang
5. Tempo, Rhythmus und Pausen beim Sprechen.

Teile werden durch die umgangssprachlichen Ausdrücke Betonung und Tonfall bezeichnet, die allerdings keine Termini sind.
Wie viele Termini dieser Art bezeichnet Prosodie sowohl einen Ausschnitt des Objektbereichs – also die genannten sprachlichen Eigenschaften – als auch eine Subdisziplin einer wissenschaftlichen Disziplin – in diesem Falle der Phonologie und der Phonetik. Entsprechend ist Prosodie Gegenstand sowohl der Linguistik als auch der Phonetik.

## Herkunft des Ausdrucks
Der Ausdruck Prosodie (auch Prosodik) ist ein Fremdwort von lateinisch prosodia aus griechisch prosōdía (προσῳδία). Die enthaltenen Wurzeln sind pros (πρός) ‚hinzu‘ und ōd- (ᾠδ-) ‚singen‘; die Grundbedeutung ist also etwa ‚Hinzugesang‘. Der Begriff bezog sich vor allem auf das phonetisch richtige Vorlesen von Dichtung und umfasste auch den oben mitaufgeführten Ton. Auf dem griechischen Ausdruck basiert die lateinische Lehnübersetzung accentus. Da es jedoch im Lateinischen keinen Ton in diesem Sinne gibt, wurde der Begriff accentus auch eingeengt auf den Teil der Prosodie, den auch der Terminus „Akzent“ bezeichnet.

## Suprasegmentalia
Da die Eigenschaften, die unter Prosodie fallen, eben das gemeinsam haben, dass sie auf einer lautlichen Ebene „oberhalb“ des Segments angesiedelt sind, werden sie auch suprasegmentale Merkmale (Suprasegmentalia) genannt. Entsprechend unterscheidet man die segmentale von der suprasegmentalen Ebene. z. B. sind die deutschen Wörter umfahren ‚[etwas] durch Dagegenfahren zu Fall bringen‘ und umfahren ‚um [etwas] herumfahren‘ auf der segmentalen Ebene gleich zusammengesetzt (und auch homograph), auf der suprasegmentalen jedoch verschieden (und daher nicht homophon); denn das erstere hat den Wortakzent auf der ersten, das letztere dagegen auf der zweiten Silbe.
Die Suprasegmentalia haben im Einzelnen folgende akustische Basis:
1. Akzent: Schallintensität, also in erster Linie relative Lautstärke, in zweiter relative Tonhöhe
2. Ton: relative Tonhöhe (Grundfrequenz) und deren Verlauf innerhalb der Silbe
3. Intonation und Satzmelodie: Verlauf der Tonhöhe über syntaktischen Einheiten
4. Quantität: relative zeitliche Dauer sprachlicher Einheiten
5. Tempo, Rhythmus und Pausen: Zuweisung von sprachlichen Einheiten und deren Akzent zu aufeinander folgenden Zeitspannen.

Die Termini werden im folgenden Abschnitt erläutert.

## Prosodische, psychoakustische, akustische und schriftsprachliche Merkmale
Die prosodischen Merkmale (bzw. Teilgebiete) Intonation, Sprechrhythmus und Akzent werden generell mit psychoakustischen Merkmalen und akustischen, also physikalisch messbaren Merkmalen beschrieben. Zudem findet sich eine Korrelation der prosodischen Merkmale mit Hervorhebungsmöglichkeiten in der Schriftsprache.

### Prosodie und Akustik
In der Akustik werden die Phänomene und Eigenschaften von Schallwellen untersucht. Da Sprache auf Schallübertragung basiert und Prosodie ein Teil der Sprache ist, müssen auch prosodische Merkmale mit akustischen Merkmalen korreliert sein. Untersuchungsgegenstand ist also das Sprachsignal. Akustisch messbare Eigenschaften können in der automatischen Prosodieerkennung, Sprechererkennung und Sprecherverifikation genutzt werden – die gemessenen Eigenschaften werden dann zu Merkmalen für eine Mustererkennung weiterverarbeitet.

#### Grundfrequenz
Die Intonation einer Sprache lässt sich akustisch gesehen mit der Grundfrequenz (Einheit ist Hertz) einer Stimme beschreiben (bzw. dem Verlauf der Grundfrequenz, sogenannten Grundfrequenzkonturen).

#### Dauer
Prosodische Dauermerkmale wie Rhythmus, Sprechgeschwindigkeit, Pausen, Gedehntheit etc. lassen sich durch Messung der zeitlichen Länge dieser Signalabschnitte oder durch Bildung von Mittelwerten (mittlere Sprechgeschwindigkeit) messen. Oft werden zum Beispiel erst inkrementell Phonemlängen bestimmt und daraus dann Silbenlängen. Da sich diese Längen von Sprecher zu Sprecher unterscheiden können, müssen diese Längen normiert werden.

#### Energie
Energiemerkmale beschreiben die Schallintensität (in dB) eines Sprachsignals. In der Mustererkennung wird oft die Momentanenergie auf Frameebene berechnet, also die Energie in einem kleinen Ausschnitt des Sprachsignals. Mittels dieser Energiemerkmale kann zum Beispiel erkannt werden, ob ein Sprachsignalabschnitt eine Stimme oder nur Stille enthält (Unterscheidung zwischen stimmhaft und stimmlos). In der IP-Telefonie werden so Abschnitte, welche keine Stimme enthalten, gar nicht erst übertragen, um Bandbreite zu sparen (allerdings bezeichnet man in der Technik die relevante Messgröße als Amplitude).

### Prosodie und Psychoakustik
In der Psychoakustik werden menschliche Wahrnehmungen in Vergleichsexperimenten mit akustischen Einheiten in Zusammenhang gebracht.

#### Tonhöhe
Die Tonhöhe oder die Tonlage beschreiben die wahrgenommene Höhe eines Tons verglichen mit einem 1-kHz-Signal einer bestimmten Schallintensität. Sie wird in Hörversuchen festgestellt. Die empfundene Tonhöhe steht in einem nichtlinearen Verhältnis zur Frequenz eines Tons. Bis 500 Hz ist auf der Zwickerskala noch ein lineares Verhältnis vorhanden, dann führt jedoch eine Verdopplung der Frequenz eines Tons nicht mehr zu einer Verdopplung der wahrgenommenen Tonhöhe. Die Einheit der Tonhöhe ist mel. Die Veränderungen in der Tonhöhe korrelieren in der Prosodie mit der Intonation.

#### Lautheit
Die Lautheit ist eine Empfindungsgröße, die ebenfalls in Hörversuchen festgestellt wird, weil sie nicht nur vom Schalldruck, sondern auch von der Frequenz und weiteren Einflussfaktoren abhängt. Die Einheit der Lautheit ist sone. Ein sone ist definiert als die empfundene Lautstärke eines 1000-Hz-Sinustons bei 40 dB SPL (Schalldruckpegel, Sound Pressure Level).
Unterschiede in der wahrgenommenen Lautheit werden in der Prosodie oft zur Akzentuierung eingesetzt.

### Prosodie und Schriftsprache
In der Schriftsprache korrelieren Schriftauszeichnung (kursiv, fett, Schriftgröße, Schriftart) mit dem prosodischen Merkmal Akzent und der Intonation, Interpunktion mit dem Sprechrhythmus sowie mit Pausen. So wird nach einem Punkt oder einem Komma in der Regel auch eine sprachliche Pause eingelegt. Auch Gedankenstriche, die einen Satzteil einschieben, werden beim Lesen durch Pausen ersetzt und mit veränderter Intonation gelesen. Fragezeichen oder Rufzeichen markieren Frage- bzw. Ausrufesätze und werden ebenfalls durch spezielle Intonation am Ende des Satzes markiert.

## Prosodische Struktur
In der Prosodischen Phonologie wird meist zwischen verschiedenen Kategorien und Ebenen einer prosodischen Struktur unterschieden. Dabei werden mindestens die folgenden hierarchisch angeordneten Kategorien aufgeführt:
| Intonationsphrase      |
| ⎮                      |
| (Phonologische) Phrase |
| ⎮                      |
| (Phonologisches) Wort  |
| ⎮                      |
| Fuß                    |
| ⎮                      |
| Silbe                  |

## Funktionen der Prosodie

### Sprachliche und parasprachliche Funktionen
Man unterscheidet zwischen sprachlichen (zum einzelnen Sprachsystem gehörigen) und parasprachlichen (sonstigen kommunikativen) Funktionen der Prosodie. Zu den rein sprachlichen Funktionen zählen die folgenden:
- Wortakzent und Ton unterscheiden Wörter in ihrer Bedeutung.
- Die Intonation kann Satztypen voneinander unterscheiden, z. B. den Deklarativsatz und den Interrogativsatz im Deutschen.
- Pausen, Rhythmus und Intonation unterteilen die Rede in sinnvolle Abschnitte, darunter auch in syntaktische Einheiten.
- Satzakzent, Intonation und Pausen kodieren die Informationsstruktur einer Äußerung, insbesondere Topik und Fokus. Der Satzakzent hebt einen Ausdruck gegenüber im Satz benachbarten hervor und dient der Emphase.

Diese Funktionen sind auf allen sprachlichen Ebenen zwischen Wort und Text angesiedelt. Daher lässt sich die Prosodie nicht einer bestimmten grammatischen Ebene zuordnen.
Die parasprachlichen Funktionen der Prosodie lassen sich wie folgt systematisieren:
- Die Sprechmelodie bzw. der Tonfall verleiht Emotionen Ausdruck und kodiert auch Ironie.
- Sprachen und Varietäten (Dialekte, Soziolekte, Register) einer Sprache unterscheiden sich in prosodischer Hinsicht. Suprasegmentalia charakterisieren die Rede von Angehörigen einer Sprachgemeinschaft ähnlich wie ihr Lautsystem, ihre Wortwahl oder andere sprachliche Eigenschaften. Daher kann man anhand ihrer die Sprechweise einer Person einer solchen Varietät zuordnen.
- Da prosodische Merkmale mit der Stimme und dem Artikulationsapparat hervorgebracht werden und da diese physiologische Eigenschaften einer Person sind, können sie diese (nach Geschlecht, Alter usw.) charakterisieren und sogar identifizieren.

Auf prosodischen Merkmalen wie den beiden letztgenannten beruht es z. B., wenn man bei einem Telefonanruf einen Gesprächspartner 'an der Stimme erkennt'. Auch Imitatoren machen sich diese Merkmale zunutze.
In der sprachlichen Prosodie spielen nur relative Unterschiede, also z. B. die relative Tonhöhe am Ende eines Interrogativsatzes, eine Rolle. In der parasprachlichen Prosodie geht es auch um absolute Unterschiede, z. B. die unterschiedliche Grundfrequenz, mit der ein Junge und ein Mann sprechen.

### Korrelation prosodischer Merkmale
Prosodische Eigenschaften wie Veränderungen in der Intonation, in der Lautstärke und im Rhythmus treten öfter synchron auf anstatt einzeln, sind also korreliert. So wird die Hervorhebung eines Wortes zum Beispiel dadurch erreicht, dass die Intonation (bzw. die Tonhöhe) verändert wird, die Sprechgeschwindigkeit gleichzeitig reduziert wird (zum Beispiel indem vor dem Wort eine Sprechpause eingelegt wird) und das Wort mit erhöhter Lautstärke ausgesprochen wird.

### Auflösung von Ambiguitäten
Im Sprachsystem sind suprasegmentale Merkmale ebenso distinktiv wie segmentale. Ebenso also, wie zwei Ausdrücke – z. B. tut und tot – sich nur in einem segmentalen Merkmal unterscheiden können, können sie sich auch nur in einem suprasegmentalen Merkmal unterscheiden – wie die schon angeführten zwei Verben, die umfahren geschrieben werden. Da die Schrift die Prosodie nur unvollkommen wiedergibt, lassen sich gewisse Ambiguitäten schriftlicher Texte auf verschiedenen sprachlichen Ebenen bei mündlicher Wiedergabe mithilfe der Prosodie auflösen.

#### Syntaktische Ebene
Die Wortfolge
- Erna kommt nicht aber Erwin.

entspricht zwei verschiedenen syntaktischen Konstruktionen, nämlich
a) Erna kommt, nicht aber Erwin.
b) Erna kommt nicht, aber Erwin.
Die beiden Versionen unterscheiden sich u. a. darin, dass #a eine Sprechpause hinter kommt, #b diese Pause jedoch hinter nicht hat. In diesem Falle reflektiert die Interpunktion die Prosodie.
Die Wortfolge
- Der Mann sah die Frau mit dem Fernglas.

entspricht zwei verschiedenen syntaktischen Konstruktionen, nämlich
a) der Mann sah [ die Frau mit dem Fernglas ] (die mit Fernglas ausgestattete Frau)
b) der Mann sah [ die Frau ] [ mit dem Fernglas ] (er blickte durch ein Fernglas)
Diese beiden Versionen sind in gewöhnlicher Sprechweise nicht einmal durch die Prosodie verschieden. Man kann aber versuchen, Version #b durch starken Intonationsbruch mit einer Sprechpause hinter Frau zu verdeutlichen.

#### Lexikalische Ebene
Neben solchen Paaren wie den homographen, nicht jedoch homophonen Verben umfahren stehen im Deutschen weitere wie übersetzen, unterstellen, überlaufen usw. (Sie sind übrigens nur in einigen Flexionsformen homograph, nicht jedoch z. B. im Partizip: (hat) übersetzt vs. übergesetzt.) Außerdem gibt es Homographen wie Tenor, was mit Akzent auf der ersten Silbe "Gehalt", mit Akzent auf der zweiten jedoch "hohe männliche Stimmlage" bedeutet.

#### Pragmatische Ebene
- Das ist aber kalt hier.

Je nach Aussprache des Satzes kann angedeutet werden, dass es nur eine Aussage über die Temperatur ist (monotone Stimme), eine Aufforderung, ein Fenster zu schließen (negative Klangfarbe, Betonung des Wortes kalt) oder nur die Klage über diesen als negativ empfundenen Zustand, der nicht zu ändern ist. Durch eine starke Betonung auf dem Wort „Das“ kann die Aussage auch ironisch gemeint sein. Somit kann die Funktion eines Sprechaktes besser verdeutlicht werden.

#### Dialogebene
Auf Dialogebene lassen sich Satz- oder Phrasengrenzen markieren, sodass Dialoge in sinnvolle Abschnitte unterteilt werden können. So können sprachliche Handlungen strukturiert werden. Als bekannt vorausgesetzte Informationen werden dabei deakzentuiert (gleichbleibende Intonation), wichtige Informationen jedoch akzentuiert.

## Prosodieebenen
Nach Hans Günther Tillmann unterscheidet man zwischen A-, B- und C-Prosodie.

### A-Prosodie
Die A-Prosodie kann vom Sprecher willkürlich gesteuert werden. Parameter der A-Prosodie sind unter anderem die Intonation, Pausen und Lautstärkeänderungen. Mit Hilfe der A-Prosodie werden beispielsweise die Satzintention übermittelt und Betonungen gesetzt. Des Weiteren dient sie der Auflösung von syntaktischen und lexikalischen Ambiguitäten. Auch die Gefühle und die körperliche Verfassung des Sprechers können durch die A-Prosodie übermittelt werden.
Sprache, aus der man die A-Prosodie entfernt, wird allgemein als mechanisch empfunden („Computerstimme“).

### B-Prosodie
Die B-Prosodie wird unwillkürlich erzeugt und bezeichnet den der Muttersprache eigenen Silbenrhythmus. Sie regelt die Abfolge von stimmhaften und stimmlosen Abschnitten. Durch die B-Prosodie erkennen wir ein Signal als Sprache.

### C-Prosodie
Die C-Prosodie bezeichnet die intrinsische dynamische Struktur der Sprachlaute, das heißt beispielsweise die korrekten Übergänge zwischen benachbarten Lauten, die Abfolge von Pause, Burst und Aspiration bei Plosiven oder das Zusammenspiel von stimmhafter Anregung und Friktion bei stimmhaften Frikativen.

## Mikroprosodie
Die Mikroprosodie betrachtet Schwankungen im Sprachsignal, wie zum Beispiel Jitter und Shimmer. Diese Schwankungen sind vor allem in verrauschten Sprachsignalen zu finden. In der Medizin lassen sich allein aus der Messung des jitter und des shimmer Rückschlüsse auf das Vorliegen von Rachenkrankheiten oder Kehlkopfentzündungen schließen (zum Beispiel Kehlkopfkrebs im Frühstadium).

## Störungen der Prosodie
Störungen der Prosodie sind unter anderem im Autismusspektrum geläufig, besonders beim Asperger-Syndrom.